# Агрызка
Агры́зка — река в России, протекает в Удмуртии и Татарстане. Правый приток реки Иж.

## География
Длина реки 32 км, площадь водосборного бассейна 138 км². Исток на Можгинской возвышенности — в 4 км к юго-западу от деревни Горд Шунды в Малопургинском районе Удмуртии. В верховьях течёт к упомянутой деревне по лесистой местности, затем на юго-восток вдоль населённых пунктов Каймашур, Алганча-Игра, Гожня, Курегово, Баграш-Бигра. Ниже последнего река сразу входит в Агрызский район Татарстана и течёт по южной части города Агрыз. В 2,5 км от края города река впадает в Иж — в 120 км от его устья по правому берегу.
Сток зарегулирован. Основной приток Граншур впадает слева у деревни Гожня.
Реку пересекают автодорога М7 (участок Елабуга — Пермь) и ж.-д. магистраль Москва — Екатеринбург.
В бассейне реки также расположены населённые пункты Уром (частично), Орлово, Дома 1077 км и другие.

## Гидрология
Река со смешанным питанием, преимущественно снеговым. Замерзает в начале ноября, половодье в начале апреля. Средний расход воды в межень у устья — 0,07 м³/с.
Густота речной сети бассейна 0,28 км/км², лесистость 29 %. Годовой сток в бассейне 95 мм, из них 80 мм приходится на весеннее половодье. Общая минерализация от 200 мг/л в половодье до 500 мг/л в межень.

## Данные водного реестра
По данным государственного водного реестра России относится к Камскому бассейновому округу, водохозяйственный участок реки — Иж от истока до устья, речной подбассейн реки — бассейны притоков Камы до впадения Белой. Речной бассейн реки — Кама.
Код объекта в государственном водном реестре — 10010101212111100027248.